# Nemopanthus
Nemopanthus es un género con tres especies aceptadas, de las siete descritas

## Taxonomía
El género fue descrito por Constantine Samuel Rafinesque y publicado en American monthly magazine and critical review 4: 357. 1819.

## Especies aceptadas
- Nemopanthus ambiguus Wood
- Nemopanthus canadensis DC.
- Nemopanthus collinus (Alexander) R.C.Clark